# Chamaesphecia proximata
Chamaesphecia proximata is een vlinder uit de familie wespvlinders (Sesiidae), onderfamilie Sesiinae.
De wetenschappelijke naam van de soort is voor het eerst geldig gepubliceerd door Staudinger in 1891. De soort komt voor in het Palearctisch gebied.